# Лоу, Лекси
Лекси Лоу (англ. Lexi Lowe, род. 17 июля 1988 года, Ньюпорт, Уэльс) — порноактриса, стриптизёрша и модель ню.

## Биография
Родилась в июле 1988 года в городе Ньюпорт. Перед тем, как начать карьеру в индустрии развлечений для взрослых, работала в полиции Гвента, и даже вошла в состав штаба Департамента внутренних дел Британии.
Бросив работу, переехала в Лондон, где стала работать стриптизершей в ночном клубе Stringfellows. Там её заметил продюсер эротических фильмов Viv Thomas, с помощью которого Лоу дебютировала в качестве порноактрисы в 2011 году, в возрасте 23 лет, в своей первой лесбийской сексуальной сцене.
В качестве актрисы работала с такими студиями, как Video Marc Dorcel, Adam & Eva, Evil Angel, Girlfriends Films, New Sensations, Filly Films, Pure Play Media, Digital Playground, Wicked, Reality Kings, Naughty America, Brazzers, Private Media Group и другими.
Снялась более чем в 75 фильмах.

## Награды и номинации

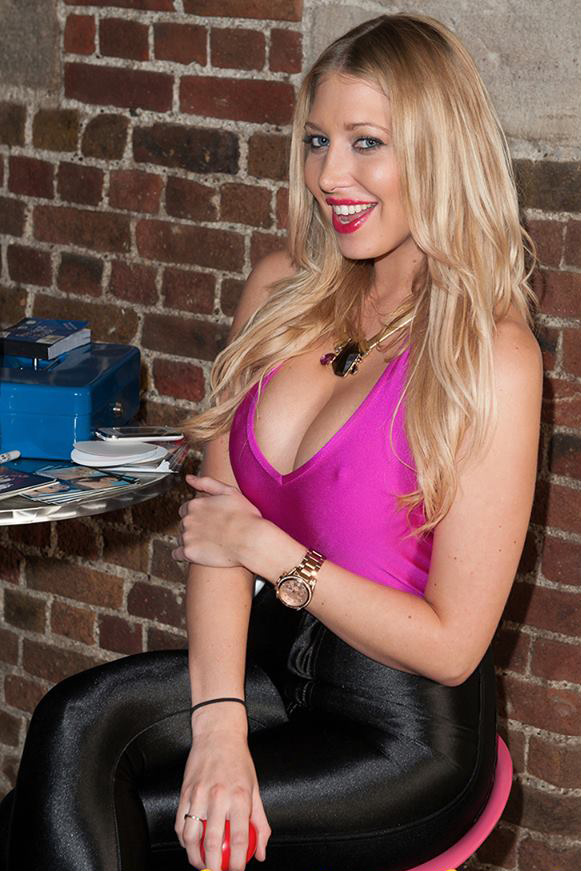
Лоу на Erotica, 2013 год

| Год  | Церемония            | Результат | Номинация                                    | Работа                               |
| ---- | -------------------- | --------- | -------------------------------------------- | ------------------------------------ |
| 2014 | Premios Paul Raymond | Победа    | Девушка года                                 | -                                    |
| 2015 | AVN Awards           | Номинация | Лучшая сексуальная сцена в зарубежном фильме | Brit School Brats 2: Rule Brit Tanya |
| 2015 | XBIZ Award           | Номинация | Иностранная исполнительница года             | -                                    |
| 2017 | AVN Awards           | Номинация | Иностранная исполнительница года             | -                                    |
| 2017 | Spank Bank Awards    | Номинация | BBC Slut of the Year                         | -                                    |
| 2017 | Spank Bank Awards    | Номинация | Блондинка года                               | -                                    |
| 2017 | Spank Bank Awards    | Номинация | Boobalicious Babe of the Year                | -                                    |
| 2017 | Spank Bank Awards    | Номинация | Cocksucker of the Year                       | -                                    |
| 2017 | Spank Bank Awards    | Номинация | Contessa of Cum                              | -                                    |
| 2017 | Spank Bank Awards    | Номинация | Imported Enchantress of the Year             | -                                    |
| 2017 | XBIZ Award           | Номинация | Иностранная исполнительница года             | -                                    |